# На Титанике
«На Титанике» — песня российской певицы Лолиты Милявской, выпущенная в 2016 году на лейбе CD Land. Позднее вошла в её восьмой студийный альбом «Раневская» 2018 года.

## История создания

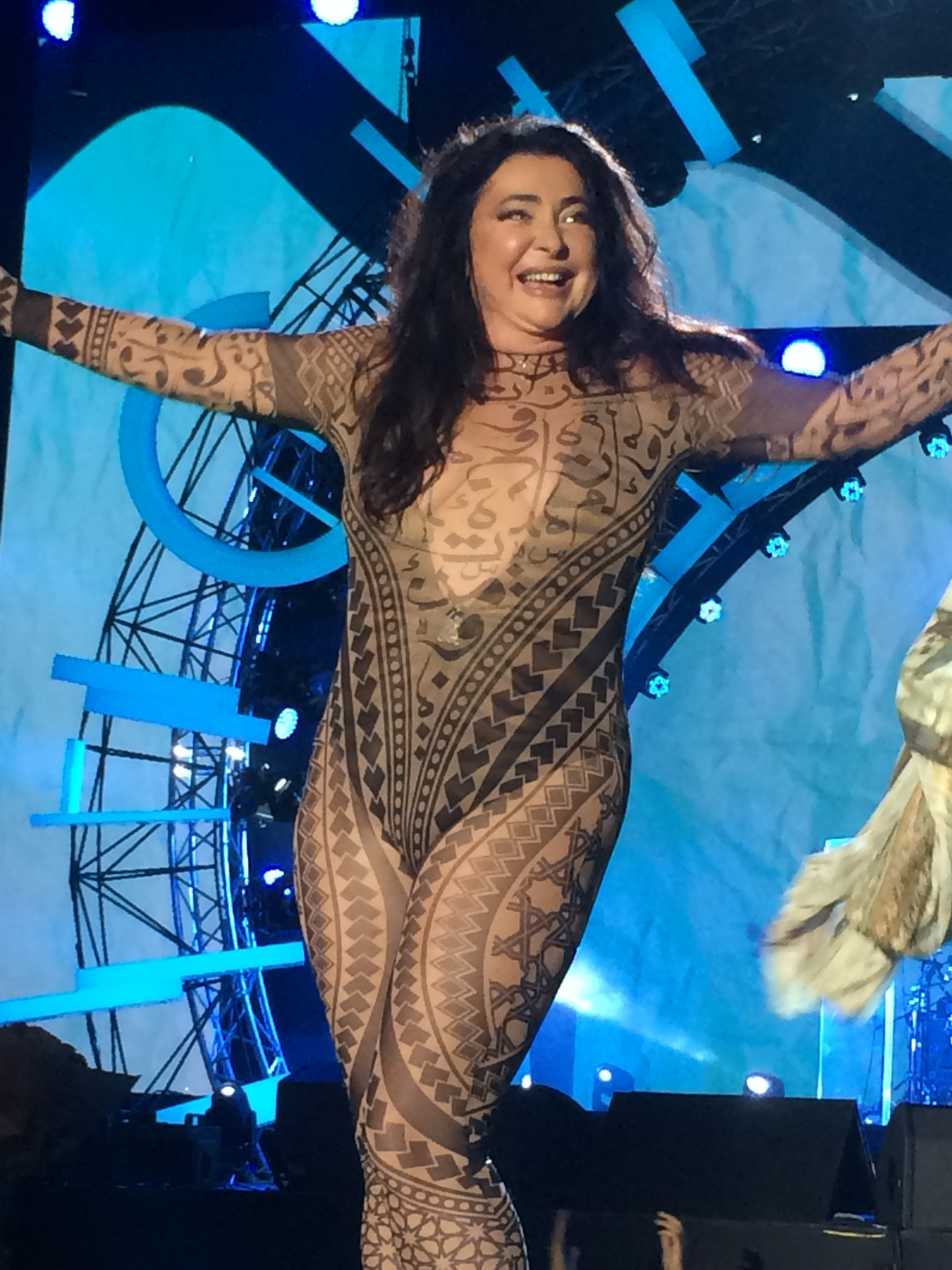
Лолита исполняет «На Титанике» на фестивале «Жара» в Баку, 2017 год.

Автором музыки выступил Даниил Бабичев, слова написаны были Андреем Фроловым. По признанию самой Лолиты, песня попала к ней уже после того, как от неё отказались все артистки, которым она предлагалась. Певица проводит параллели с другими знаковыми своими композициями — «Пошлю его на…» и «Ориентация — Север», — которые также пришли к ней после отказов многих, но в итоге стали хитами. Говоря об успехе песни, Лолита заявила, что в ней есть что-то «определенно на уровне фонетическом, вибрационном».

## Музыкальное видео
Участник дуэта «Потап и Настя» Алексей Потапенко поработал с Лолитой Милявской над новым видеоклипом на песню. Работой над видео занималась его компания Mozgi Entertainment, а режиссёром выступил постоянный клипмейкер «Потапа и Насти» и группы «Время и Стекло» Леонид Колосовский. Съёмки проходили в Киеве на заводе «Ленинская кузня».

## Отзывы и признание
Музыкальный журналист Александр Горбачёв в книге «Не надо стесняться. История постсоветской поп-музыки в 169 песнях» пишет о песне следующее: «манифест женской независимости (уже неожиданный разворот), который обращается к мужчине на „вы“ и сочетает поэтические анжамбеманы в куплетах с просторечным „снимаю батики“ в припевах». Также он отметил, что хотя «Лолита существует в рамках действующих эстрадных конвенций», но она «хотя бы немного тестирует их пределы»..

## Чарты

### Еженедельные чарты
| Территория | Чарт (2016—2023)      | Высшая позиция |
| ---------- | --------------------- | -------------- |
| Россия     | TopHit All Media Hits | 38             |
| Россия     | TopHit Radio Hits     | 21             |
| Россия     | TopHit YouTube Hits   | 7              |
| СНГ        | TopHit Radio Hits     | 41             |
| Украина    | TopHit All Media Hits | 150            |
| Украина    | TopHit YouTube Hits   | 7              |

## Версия с Инстасамкой
10 ноября 2023 года российская рэперша Инстасамка представила новую версию песни «На Титанике». Однако от оригинального трека в новой версии остался только припев. Все куплеты исполняет Инстасамка в своём привычном стиле. Продюсером трека стал Moneyken.
Песня имела большой успех у слушателей, взлетев в топ основных стриминговых сервисов России. Алексей Мажаев считает секретом успеха новой версии, в том, что Милявская вновь показала, что не боится нового, а Инстасамка чуть ли не впервые пошла на компромисс со «старым».